# Неджми Али
Неджми Ниязи Али е български икономист и политик от ДПС.
Той е член на Европейския парламент и народен представител от парламентарната група на ДПС в XXXIX, XL и XLI народно събрание. От 2019 година е кмет на община Джебел.

## Биография
Роден е в село Устрен, Момчилградско, на 16 юли 1972 година. Завършва специалност „Стопанско управление и администрация“ в Университета за национално и световно стопанство, София.
Неджми Али е бил преподавател по английски език и икономика в СОУ „Христо Ботев“ в Джебел и главен икономист на „Джебел басма сервиз 4Ю“.